# 春禄圣若瑟大修院
春禄圣若瑟大修院（越南语：Đại chủng viện Thánh Giuse Xuân Lộc) 是越南的8个天主教大修院之一，为以下四个教区培养神父：天主教巴地教区、天主教大叻教区、天主教潘切教区和天主教春禄教区。位于同奈省隆庆市。

## 历史
1966年春禄教区成立时，成立圣保禄小修院。1975年，越南的修院均被政府关闭。1986年，越南允许修院重新开放。春禄教区的神父暂由西贡圣若瑟大修院培养。1999年，政府批准西贡圣若瑟大修院在春禄开设第二个校园。
春禄圣若瑟大修院得到越南政府批准，于2005年12月14日成立。